# Mîroslavl, Baranivka
Mîroslavl (în ucraineană Мирославль) este un sat în comuna Berestivka din raionul Baranivka, regiunea Jîtomîr, Ucraina.

## Demografie
Componența lingvistică a localității Mîroslavl
     Ucraineană (98,42%)
     Alte limbi (1,59%)
Conform recensământului din 2001, majoritatea populației localității Mîroslavl era vorbitoare de ucraineană (98,42%), existând în minoritate și vorbitori de alte limbi.